# David Attenborough
David Attenborough (sinh ngày 8 tháng 5 năm 1926) là một phát thanh viên, nhà sinh học, nhà lịch sử tự nhiên và nhà văn người Anh. Sự nghiệp của ông được biết đến với việc ông đã dẫn các chương trình về lịch sử tự nhiên trong suốt 60 năm qua. Ông nổi tiếng vì đã viết và giới thiệu seri 9 phim về cuộc sống tự nhiên với sự cộng tác cùng ban Lịch sử Tự nhiên của BBC, seri phim tập hợp nhiều nghiên cứu về đời sống các loài trên hành tinh chúng ta. Ông cũng là một nhà quản lý lâu năm tại BBC, từng làm người tổ chức cho BBC Two, đạo diễn chương trình cho BBC Television trong thập niên 60, 70. Ông là người duy nhất đoạt giải thưởng BAFTA (giải thưởng của Viện hàn lâm Nghệ thuật Điện ảnh và Truyền hình Anh quốc) ở các thể loại đen trắng, phim màu, HD và 3D.
Ở Anh, Attenborough được gọi là "national treasure" (bảo vật quốc gia) mặc dù chính bản thân ông không thích được gọi với cái tên này. Năm 2002, ông được vinh danh trong số 100 người Anh vĩ đại nhất trong một cuộc bình chọn rộng rãi. Anh trai của ông là Richard Attenborough, một đạo diễn, diễn viên, và nhà sản xuất.

## Gia đình và thời niên thiếu
Attenborough được sinh ra ở Isleworth, phía tây London, nhưng lại lớn lên ở College House trong khuôn viên trường đại học College, Leicester, nơi cha ông, Frederick Attenborough làm hiệu trưởng. Ông là người con thứ hai trong gia đình có 3 anh em trai (anh trai ông, Richard là một diễn viên, em trai ông, John, một thành viên ban quản trị hãng sản xuất xe hơi Alfa Romeo). Trong thời gian thế chiến thứ hai, cha mẹ ông đã nhận nuôi 2 bé gái tị nạn người Do Thái.
Thời thơ ấu, Attenborough thường sưu tập các mẫu đá và hóa thạch. Attenborough nhận được sự khích lệ trong việc thu thập các mẫu vật, khi nhà khảo cổ học Jacquetta Hawkes tỏ ra rất thích thú với bảo tàng nhỏ của ông, lúc đó David mới 7 tuổi. Vài năm sau đó, ông được chị gái nuôi tặng cho một viên hổ phách chứa đầy sinh vật thời tiền sử, và viên hổ phách đó đã trở thành trung tâm trong một chương trình của ông 50 năm sau đó - The Amber Time Machine.
Năm 1936, David và anh trai Richard đã tham gia một buổi diễn
thuyết của Grey Owl (Archibald Belaney) tại De
Montfort Hall, Leicester, và tại đây ông đã bị cuốn hút bởi những lời thuyết
trình của Grey về sự bảo tồn thiên nhiên. Richard miêu tả rằng David " như thể
bị choáng ngợp bởi quyết tâm bảo vệ loài hải ly của Grey Owl bằng hiểu biết sâu
sắc của chính ông về hệ động thực vật của vùng thiên nhiên hoang dã Canada,
cũng như lời cảnh báo của ông về thảm họa có thể xảy ra một khi sự cân bằng
mong manh đó bị phá vỡ. Ý nghĩ  rằng
loài người đang đe dọa cân bằng tự nhiên bởi sự khai thác, sử dụng bừa bãi sự
trù phú của tự nhiên đã không được lắng nghe vào thời điểm đó, nhưng nó vẫn luôn
là điều trăn trở và dẫn lối cho hành động của David cho đến tận ngày nay".
Attenborough được học tại trường Wyggeston Grammar dành cho học sinh nam, sau đó năm 1945 ông đạt học bổng theo học tại trường trung học Clare, thuộc đại học Cambridge. Tại đây ông được học về địa chất học, động vật học và lấy được học vị về ngành khoa học tự nhiên. Năm 1947, ông được gọi đi nghĩa vụ quân sự, và phục vụ trong hải quân Hoàng gia, ông đóng quân 2 năm ở miền bắc xứ Wales. Năm 1950, David kết hôn với Jane Elizabeth Ebsworth Oriel, cuộc hôn nhân kéo dài cho tới khi Jane mất vào năm 1997. Ông và vợ có hai người con là Robert và Susan. Robert là giảng viên tại trường khảo cổ học và nhân chủng học, đại học quốc gia Ôt-xtrây-lia.

## Những năm đầu tại BBC
Sau khi rời Hải quân, Attenborough
đảm nhiệm vị trí biên tập sách giáo khoa về khoa học cho trẻ em của một hãng xuất
bản. Năm 1950, ông nộp đơn xin việc vào vị trí nhà sản xuất một chương trình
tọa đàm trên radio của BBC, nhưng ông đã bị từ chối, tuy nhiên bản lý lịch của ông đã thu hút sự chú ý của Mary Adams,
trưởng ban chương trình Tọa đàm thực tế, phòng Truyền hình, một bộ phận non trẻ của BBC lúc bấy giờ. Attenborough, như hầu hết mọi người Anh lúc đó, không có
ti-vi tại nhà riêng, và trong đời ông mới chỉ xem một chương trình truyền hình trước đó. Tuy nhiên, ông vẫn chấp nhận lời mời của Adam tham gia một khóa huấn
luyện 3 tháng, và vào năm 1952, ông chính thức làm việc cho BBC. Ban đầu, ông không được cho xuất hiện trên camera vì họ cho rằng răng của ông quá to, vì thế
ông trở thành nhà sản xuất chuyên quản lý các chương trình truyền hình thực tế.
Những dự án ban đầu của ông gồm có chương trình đố vui Animal, Vegetable, Mineral ? (Động vật, Thực vật hay Chất vô cơ ?);
Song Hunter (Bài ca người đi săn), đây là một seri về nhạc dân gian, được dẫn bởi Alan Lomax.
Sự kết hợp của Attenborough với các chương trình về lịch sử
tự nhiên bắt đầu khi ông sản xuất và giới thiệu seri phim 3 phần The Pattern
of Animals (Kiểu cách của các loài động vật) . Chương trình khắc họa những nét tiêu biểu của động vật trong sở thú London, với sự tham gia của nhà tự nhiên học Julian Huxley, chương trình thảo
luận về sự ngụy trang, các tín hiệu xua đuổi và hành vi trình diễn, phô bày khi
tán tỉn bạn tình của các loài động vật. Qua chương trình này, Attenborough đã gặp
gỡ Jack Lester, người phụ trách khu động vật bò sát của sở thú, và họ quyết định
làm một seri phim về cuộc hành trình sưu tầm động vật cho sở thú. Kết quả là chương trình Zoo
Quest, được phát sóng năm 1954. Trong chương trình này Attenborough đã xuất hiện một đoạn ngắn, thay thế vai trò của Lester khi ông này bị ốm.
Vào năm 1957, ban lịch sử tự nhiên BBC được chính thức thành lập tại thành phố Bristol. Attenborough được đề nghị tham gia, nhưng ông
từ chối vì không muốn rời London, nơi gia đình riêng của ông đã ổn định. Thay vào đó, ông thành lập một ban của riêng ông: Ban du hành và thám hiểm, cho phép ông tiếp tục chương trình Zoo Quest, cũng như sản xuất các chương trình phim tài liệu tiếp theo, đáng chú ý là seri Travellers' Tales (Câu chuyện du hành) và  Adventure (Phiêu Lưu).
Vào đầu những năm 60,
Attenborough từ chức tại BBC để nghiên cứu cho tấm bằng sau đại học chuyên
ngành nhân chủng học xã hội tại Trường kinh tế học London. Tuy nhiên ông đã chấp
nhận lời mời quay trở lại BBC với tư cách người điều hành kênh BBC Two trước khi
ông kết thúc khóa nghiên cứu.

## Làm quản lý tại BBC
Attenborough trở thành nhà điều hành tại BBC Two vào tháng 3 năm 1965,
nhưng có một điều khoản trong hợp đồng, cho phép ông đôi khi được tiếp tục làm
các chương trình. Những năm sau đó, ông làm phim về loài voi ở Tanzania, và năm
1969, ông làm seri 3 tập phim giới thiệu lịch sử văn hóa đảo Bali, Indonesia.
Năm 1971, để quay bộ phim A Blank on the
Map (Một khoảng trống trên bản đồ) ông gia nhập đoàn thám hiểm đầu tiên của
phương Tây tới một thung lũng hẻo lánh ở New Guinea, để tìm kiếm những bộ lạc
hoang dã chưa từng được biết đến.
BBC Two được ra mắt năm 1964, vào thời điểm đó, kênh này đã phải rất khó
khăn để lối kéo sự chú ý của công chúng. Khi Attenborough nhậm chức điều hành
tại đây, ông đã nhanh chóng cải tổ lại nơi này. Với nhiệm vụ làm cho các sản
phẩm của BBC Two đa dạng và khác biệt với những kênh khác, ông bắt đầu thành
lập danh mục đầu tư các chương trình, mà chúng sẽ định dạng diện mạo của kênh
trong một thập kỷ tiếp theo. Dưới sự quản lý của ông, các đề tài như âm nhạc,
nghệ thuật, giải trí, khảo cổ, hài kịch thí nghiệm khoa học, du lịch, kịch
nghệ, thể thao, kinh doanh, lịch sử tự nhiên,... đều tìm thấy chỗ đứng trong bảng
kế hoạch hàng tuần. Khi BBC Two trở thành kênh truyền hình màu đầu tiền ở Anh,
Attenborough đã tận dụng điều này để giới thiệu các trận đấu bi-a và giải bóng bầu
dục được ghi hình tới công chúng nước Anh, thông qua kênh BBC2 Floodlit Trophy.
Một trong những quyết định có ý nghĩa nhất của ông là quyết
định làm 13 phần của seri phim về lịch sử nghệ thuật Phương Tây, được trình chiếu
trên dịch vụ truyền hình màu UHF mà BBC cung cấp. Chương trình truyền hình phát
năm 1969, Civilisation (Khai sáng), được hoan nghênh rộng rãi, đã định hình kế
hoạch cho những bộ phim tài liệu với mục đích giải thích sự xuất hiện sự sống.
Attenborough nghĩ rằng đề tài về sự tiến hóa là một chủ đề không thể thiếu của
những seri phim như thế. Ông chia sẻ ý nghĩ này với Chris Parsons, một nhà sản
xuất tại đơn vị Natural History (Lịch sử Tự nhiên), người mà đề xuất sản xuất
và lên kế hoạch seri phim Life on Earth. Attenborough ấp ủ ước muốn được tự
mình dẫn chương trình này nhưng điều đó khó có thể thực hiện được khi ông đang
nắm giữ vị trí quản lý.
Vào năm 1969, Attenborough được chỉ định làm giám đốc
chương trình, ông chịu trách nhiệm sản xuất các chương trình cho cả hai kênh BBC.
Nhiệm vụ của ông là duyệt kinh phí, tham dự các cuộc họp hội đồng, .... Khi
Attenborough được đề cử như một ứng viên cho ghế Tổng giám đốc BBC năm 1972,
ông đã gọi điện cho anh trai là Richard và tâm sự rằng ông không hề mong muốn vị
trí này. Đầu năm 1973, ông rời vị trí lúc đó để quay trở lại công việc làm
chương trình, việc này giúp ông có thời gian để viết và dẫn những seri phim về
lịch sử tự nhiên mà ông đã lên kế hoạch trước đó.

## Trở lại làm truyền hình.
Sau khi từ

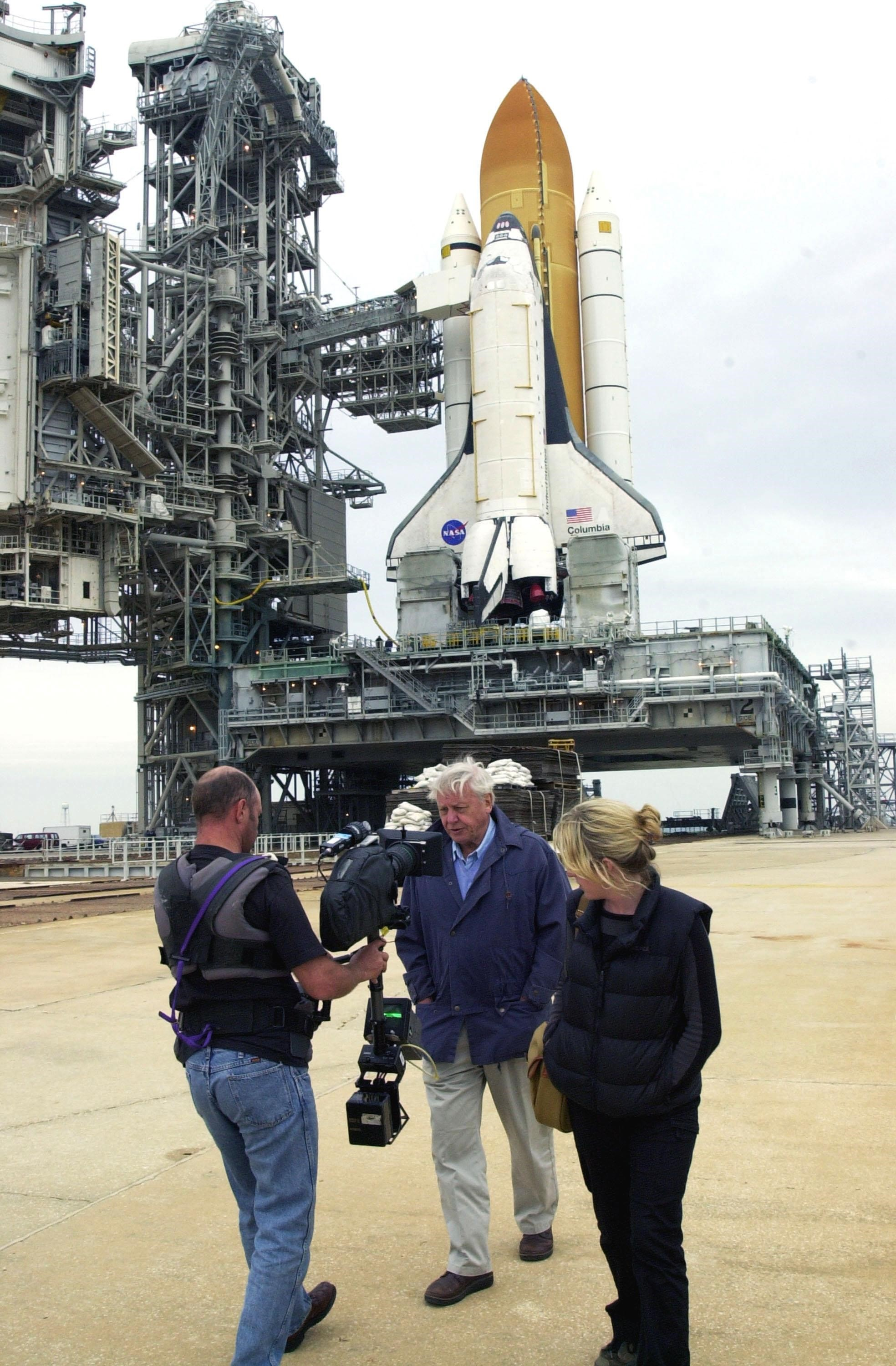
Attenborough đang tham gia quay một bộ phim tài liệu tại Trung tâm vũ trụ Kennedy

chức, Attenborough trở thành một phát thanh viên tự do và ngay lập tức bắt tay
vào xây dựng các dự án của mình. Ông đã cùng một nhóm cộng sự từ Ban Lịch sử Tự
Nhiên đến Indonesia. Kết quả là vào năm 1972, seri phim Eastwards with
Attenborough (Phương Đông và Attenborough) ra mắt, seri phim có phần giống
với seri Zoo Quest nhưng không có phần thu thập các loài động vật.
Sau khi trở
lại Anh quốc, ông bắt đầu viết phần lời cho Life on Earth. Vì quy mô của dự án
này, BBC quyết định hợp tác với một đối tác Mỹ nhằm đảm bảo nguồn tài trợ cần
thiết. Trong khi 2 bên trong quá trình thương lượng, ông tham gia một vài
chương trình truyền hình khác. Ông giới thiệu một seri phim về nghệ thuật của
các bộ lạc (The Tribal Eye, 1975) và một chương trình khám phá (The
Exporers, 1975). Ông cũng dẫn một seri phim dành cho trẻ em, nói về những loài
vật trong truyền thuyết (Fabulous Animals, 1975), chương trình khắc họa những
nét đặc trưng của các sinh vật huyền thoại như Điểu sư (quái vật đầu chim, mình
sư tử) hay Kraken (một loài thủy quái ở Na-Uy). Cuối cùng, BBC cũng ký một thỏa
thuận với hãng Turner Broadcasting và chương trình Life on Earth được đưa vào
sản xuất năm 1976.

## Seri phimLife
Bắt đầu với
loạt phim "Life on Earth" năm 1979, Attenborough đã định hình một quy trình
làm việc, sau này trở thành một chuẩn mực về chất lượng cho các chương trình
làm phim về thế giới hoang dã, nó đã ảnh hưởng đến một thế hệ các nhà làm phim
tài liệu sau này. Seri phim cũng xác lập một vị thế của BBC trong sản xuất phim
về lịch sử tự nhiên. Bằng việc nghiên cứu chủ đề trong phim và các phát hiện
mới nhất một cách nghiêm túc, Attenborough giành được sự tin tưởng từ các nhà
khoa học, họ đã cho phép ông dùng các dự án nghiên cứu của mình trong các
chương trình. Ví dụ như, ông và đoàn làm phim đã được quyền tiếp cận và quay
phim một nhóm gorilla nằm trong khuôn khổ nghiên cứu của tiến sĩ Dian Fossey.
Sự cải tiến là một yếu tố nữa trong thành công của seri "Life on Earth": các kỹ
thuật làm phim mới được phát minh nhằm ghi được những cảnh quay theo ý của
Attenborough, và chú trọng vào những sự kiện và loài động vật chưa từng được
ghi hình trước đó.
Thành công
của seri "Life on Earth" thúc đẩy BBC xem xét sản xuất thêm các seri kế tiếp, kết
quả là 5 năm sau seri phim "The Living Planet" được công chiếu. Lần này,
Attenborough xây dựng bộ phim về đề tài sinh thái học, sự thích nghi của các
sinh vật sống trong môi trường của chúng. Và bộ phim một lần nữa được công
chúng đón nhận tích cực. Năm 1990, "The Trials of Life" ra mắt, hoàn thành bộ ba
seri phim về Sự sống, bộ phim này nói về các hành vi của động vật qua các giai
đoạn phát triển. Bộ phim đã lôi kéo được sự quan tâm mạnh mẽ của khán giả qua
các hình ảnh ấn tượng, ghi lại cảnh cá voi sát thủ săn sử tử biển ở bờ biển
Patagonia, và một đàn tinh tinh bắt và ăn thịt một con khỉ đuôi dài.
Những năm 90,
Attenborough tiếp tục làm các bộ phim tài liệu về Sự sống và đều rất thành
công. Năm 1993, ông giới thiệu seri phim "Life in the Freezer", bộ phim tài
liệu đầu tiên nghiên cứu về lịch sử tự nhiên của Nam Cực. Mặc dù lúc này đã qua
tuổi nghỉ hưu nhưng ông vẫn bắt tay vào làm các dự án tiếp theo, bắt đầu từ
Thực vật. Kết quả là "The Private Life of Plants" ra mắt năm 1995, ghi lại hình
ảnh về các loài thực vật như những sinh vật rất năng động, đây là kết quả của
hiệu ứng co rút thời gian bằng cách đẩy nhanh tốc độ phim.
Được sự ủng hộ nhiệt tình của một nhà điểu cầm trong ban Lịch sử tự nhiên BBC, Attenborough chuyển sự quan tâm của mình tới vương quốc của động vật, cụ thể là loài chim. Vì ông không phải là một chuyên gia hay người quan sát loài chim nên ông cho rằng mình sẽ thích hợp làm seri phim "The Life of Birds" (1998) với chủ đề về hành vi của chúng. Seri phim đã thắng một giải Peabody (Peabody Award). Những phát triển trong lĩnh vực công nghê quay phim đã xúc tiến làm các phần tiếp theo của seri phim "Life". Trong "The Life of Mammals" (2002), máy quay ban đêm và máy quay hồng ngoại được dùng để ghi lại những hành vi của một số loài động vật sống về đêm. Seri phim có rất nhiều cảnh quay đáng nhớ giữa Attenborough và những sinh vật mà ông ghi hình cùng, trong đó có thể kể đến những con tinh tinh, cá voi xanh hay gấu xám. Những bước tiến trong công nghệ quay phim phóng đại đã cho phép ông và đoàn làm phim lần đầu tiên ghi lại những hành vi tự nhiên của những sinh vật rất nhỏ, và năm 2005, seri phim "Life in the Undergrowth" ra mắt công chúng, đưa khán giả tới vương quốc của những loài không xương sống.
Attenborough sau đó nhận ra rằng, ông đã bỏ ra 20 năm để làm một bộ sưu tập các chương trình về hầu hết các nhóm động vật và thực vật chính, và chỉ còn thiếu loài bò sát và lưỡng cư. Sau đó ông bắt đầu làm seri phim "Life in cold Blood", được trình chiếu năm 2008, seri phim này đã hoàn thành được tâm nguyện của ông.

## Quan điểm và vận động

### Quan điểm về tôn giáo và thuyết sáng tạo
Tháng 12 năm 2005, trong một cuộc phỏng vấn với Simon Mayo trên kênh BBC Radio Five Live, Attenborough nói rằng ông tự xem mình như một người theo thuyết bất khả tri. Khi được hỏi về việc ông quan sát thế giới tự nhiên liệu có làm ông tin vào một Đấng Tạo hóa hay không, ông đáp lại bằng một câu chuyện có liên quan đến loài giun ký sinh Onchocerca volvulus:
 Câu trả lời của tôi là, khi một người theo Sáng tạo luận nói về việc Chúa tạo ra mọi sinh vật sống, họ luôn liên tưởng đến những con chim ruồi, những con đà điều, những bông hoa hướng dương hay những thứ đẹp đẽ khác. Nhưng tôi có xu hướng nghĩ đến hình ảnh về loài giun ký sinh, đang đục sâu vào trong mắt của một cậu bé ngồi bên bờ sông ở Tây Phi, [con giun đó] rồi sẽ làm cho cậu bé bị mù. Và [tôi hỏi họ rằng]: "Có phải ngài đang nói với tôi về vị Chúa mà ngài tin tưởng, đấng mà ngài nói rằng đầy lòng thương yêu, quan tâm cách riêng tới từng người một trong chúng ta, có phải ngài đang nói rằng vị Chúa đó đã tạo ra con giun kia, [một sinh vật] không thể sống bằng cách nào khác ngoài cách sống trong nhãn cầu của một cậu vé vô tội ? Bởi vì điều đó với tôi dường như không giống với một vị Chúa đầy lòng nhân từ".
Vào tháng 3 năm 2009, Attenborough tham dự talk show Friday Night with Jonathan Ross. Attenborough cho biết ông cảm thấy thuyết tiến hóa không loại trừ khả năng tồn tại của một Chúa Trời và ông đồng ý với nội dung câu nói bất khả tri: "Quan điểm của tôi là: tôi không biết cách này hay cách kia nhưng tôi không nghĩ rằng thuyết tiến hóa chống lại niềm tin vào Chúa Trời."